# 이민숙
이민숙 (1969년 ~ ) 출생 경상북도 김천시 다수동 백옥동이다. 트로트 가수이다.

## 앨범
- 1994년 사랑을 받을때가 좋았지 / 누굴믿어
- 2014년 잘났다 남자야 / 어데Go